# Ruder-Europameisterschaften 1899
Die 7. Ruder-Europameisterschaften wurden im August 1899 auf dem Brügge-Ostende-Kanal in Ostende, Belgien ausgetragen. Wie bereits im Vorjahr wurden Medaillen in fünf Bootsklassen vergeben.

## Ergebnisse
| Bootsklasse           | Gold | Silber | Bronze                                                             |
| --------------------- | --- | --- | ------------------------------------------------------------------ |
| Einer                 | Louis Prével | Joseph Deleplanque | unbekannt, ob es noch weitere Teilnehmer gab                       |
| Doppelzweier          | Belgien Prosper Bruggeman Charles Boone | Italien Fiorenzo Pagliano Luigi Rossi | Frankreich                                                         |
| Zweier mit Steuermann | Frankreich Carlos Deltour Antoine Védrenne unbekannt (Steuermann) | Belgien Joseph Deleplanque Florent Ronsse Jean Dewitte (Steuermann)                                                                                    | Italien Gino Montelatici Giovanni Pianigiani G. Pucci (Steuermann) |
| Vierer mit Steuermann | Belgien Adolphe Lippens Maurice Hemelsoet Henri Fraikin Victor De Bisschop unbekannt (Steuermann)                                                                          | Italien Ezio Carlesi Nicolo Razzaguta Alfredo Taddei Giovanni Rodinis Pinolo (Steuermann)                                                              | unbekannt, ob es noch weitere Teilnehmer gab                       |
| Achter                | Belgien Joseph Deleplanque Florent Ronsse Adolphe Lippens Maurice Hemelsoet Henri Fraikin Victor De Bisschop Prosper Bruggeman Jules De Bisschop Jean Dewitte (Steuermann) | Italien Alessandro Bonnet Giacomo Leva Paolo Gadda Angelo Brambillasca Luigi Gerli Emilio Pozzi Georges Claessens Cesare Comelli Colenghi (Steuermann) | Frankreich                                                         |

## Medaillenspiegel
| Platz  | Land       | Gold | Silber | Bronze | Gesamt |
| ------ | ---------- | ---- | ------ | ------ | ------ |
| 1      | Belgien    | 3    | 2      | –      | 5      |
| 2      | Frankreich | 2    | –      | 2      | 4      |
| 3      | Italien    | –    | 3      | 1      | 4      |
| Gesamt | Gesamt     | 5    | 5      | 3      | 13     |